# Lietuvos Taurė 2021
La Lietuvos Taurė 2021 è stata la 33ª edizione del torneo, iniziata il 22 maggio 2021 e terminata il 23 ottobre seguente. Il Panevėžys era la squadra campione in carica. Lo Žalgiris ha conquistato il trofeo per la tredicesima volta nella sua storia.

## Primo turno
Si sono sfidate 12 squadre della II lyga, 8 della 1 lyga e 10 della Optibet A lyga. Il sorteggio è stato effettuato il 10 maggio 2021. Kaunas Be1 e Kauno Žalgiris hanno ricevuto un bye e sono passate direttamente al turno successivo.
| Squadra 1           | Risultato       | Squadra 2         |
| ------------------- | --------------- | ----------------- |
| 22 maggio 2021      |                 |                   |
| Sveikata            | 1 - 3           | Babrungas Plungė  |
| Utenis Utena        | 0 - 3           | Šilutė            |
| Fortūna Kaunas      | 0 - 4           | SANED             |
| Panerys Vilnius     | 1 - 2           | FA Šiauliai       |
| Minija Kretinga     | 1 - 1 (4-5 dtr) | DFK Dainava       |
| BFA                 | 0 - 2           | Nevėžis           |
| Atmosfera Mažeikiai | 0 - 3           | Hegelmann Litauen |
| Viltis              | 0 - 0 (3-4 dtr) | Garliava          |
| 23 maggio 2021      |                 |                   |
| Klaipėdos FM        | 0 - 6           | Džiugas Telšiai   |
| Ekranas             | 2 - 5 (dts)     | Neptūnas          |
| Jonava              | 1 - 2           | Panevėžys         |
| Sūduva              | 1 - 0           | Riteriai          |
| 24 maggio 2021      |                 |                   |
| Žalgiris            | 5 - 0           | Banga Gargždai    |
| 25 maggio 2021      |                 |                   |
| FM Ateitis          | 1 - 6           | Šilas Kazlų Rūda  |

## Ottavi di finale
Il sorteggio è stato effettuato il 27 maggio 2021.
| Squadra 1        | Risultato        | Squadra 2         |
| ---------------- | ---------------- | ----------------- |
| 15 giugno 2021   |                  |                   |
| DFK Dainava      | 0 - 3            | Žalgiris          |
| Kaunas Be1       | 0 - 6            | Džiugas Telšiai   |
| 16 giugno 2021   |                  |                   |
| Panevėžys        | 2 - 2 (4-3 dtr)  | Kauno Žalgiris    |
| Garliava         | 2 - 1            | Šilutė            |
| Šilas Kazlų Rūda | 0 - 4            | Hegelmann Litauen |
| 22 giugno 2021   |                  |                   |
| Nevėžis          | 0 - 2            | Sūduva            |
| 23 giugno 2021   |                  |                   |
| SANED            | 1 - 3            | FA Šiauliai       |
| Neptūnas         | 1 - 1 (9-10 dtr) | Babrungas Plungė  |

## Quarti di finale
Il sorteggio è stato effettuato il 12 luglio 2021.
| Squadra 1         | Risultato       | Squadra 2         |
| ----------------- | --------------- | ----------------- |
| 18 agosto 2021    |                 |                   |
| Džiugas Telšiai   | 1 - 3           | Panevėžys         |
| 25 agosto 2021    |                 |                   |
| Babrungas Plungė  | 0 - 0 (4-2 dtr) | FA Šiauliai       |
| 14 settembre 2021 |                 |                   |
| Garliava          | 0 - 2           | Hegelmann Litauen |
| 22 settembre 2021 |                 |                   |
| Sūduva            | 0 - 0 (5-6 dtr) | Žalgiris          |

## Semifinali
Il sorteggio è stato effettuato il 24 settembre 2021.
| Squadra 1         | Risultato | Squadra 2         |
| ----------------- | --------- | ----------------- |
| 28 settembre 2021 |           |                   |
| Babrungas Plungė  | 1 - 3     | Panevėžys         |
| 29 settembre 2021 |           |                   |
| Žalgiris          | 4 - 0     | Hegelmann Litauen |

## Finale
| Arbitro: | Jurijus Paškovskis |

|                                                     |           |                 |
| Kyeremeh 5’ Diaw 16’ Vidémont 50’, 81’ Sylvestr 78’ | Marcatori | 44’ Januševskij |